# Слэтеровский детерминант
Детерминант Слэтера или слэтеровский детерминант — антисимметричная относительно перестановки частиц волновая функция многочастичной квантовомеханической системы, построенная из одночастичных функций.
Детерминант Слэтера задаёт простой способ построения антисимметричной функции, необходимой для описания систем, состоящих из многих фермионов. Для этого используется свойство определителя менять знак при перестановке столбцов.

## Случаи

### Двухчастичный случай
Самый простой способ аппроксимации многочастичной волновой функции — взять произведение корректно подобранных одночастичных волновых функций. Для случая двух частиц, получим
{\displaystyle \Psi (\mathbf {r} _{1},\mathbf {r} _{2})=\psi _{1}(\mathbf {r} _{1})\psi _{2}(\mathbf {r} _{2}).}
Это выражение используется в методе Хартри как анзац для многочастичной волновой функции и известно под названием произведения Хартри, хотя оно и не является удовлетворительным для фермионов, например, для электронов, поскольку такая волновая функция не является антисимметричной, то есть не выполняется равенство
{\displaystyle \Psi (\mathbf {r} _{1},\mathbf {r} _{2})=-\Psi (\mathbf {r} _{2},\mathbf {r} _{1}).}
По этой причине произведение Хартри не удовлетворяет принципу неразличимости частиц. Эта проблема может быть решена, если взять линейную комбинацию обоих произведений Хартри:
{\displaystyle \Psi (\mathbf {r} _{1},\mathbf {r} _{2})={\frac {1}{\sqrt {2}}}\{\psi _{1}(\mathbf {r} _{1})\psi _{2}(\mathbf {r} _{2})-\psi _{1}(\mathbf {r} _{2})\psi _{2}(\mathbf {r} _{1})\}}
{\displaystyle ={\frac {1}{\sqrt {2}}}{\begin{vmatrix}\psi _{1}(\mathbf {r} _{1})&\psi _{2}(\mathbf {r} _{1})\\\psi _{1}(\mathbf {r} _{2})&\psi _{2}(\mathbf {r} _{2})\end{vmatrix}}}
Здесь множитель {\displaystyle {\frac {1}{\sqrt {2}}}} — это коэффициент нормировки. Такая волновая функция антисимметрична. Более того она становится нулевой, если любые две волновые функции одинаковы. Следствием этого является принцип запрета Паули.

### Обобщение
Детерминант Слэтера для системы из {\displaystyle N} идентичных частиц строится следующим образом. Берётся набор {\displaystyle N} линейно независимых одночастичных волновых функций {\displaystyle \psi _{i}(\mathbf {r} )}. Антисимметричная волновая функция будет иметь вид
{\displaystyle \psi (\mathbf {r} _{1},\mathbf {r} _{2},\ldots ,\mathbf {r} _{i},\ldots ,\mathbf {r} _{N})={\frac {1}{\sqrt {N!}}}\left|{\begin{matrix}\psi _{1}(\mathbf {r} _{1})&\psi _{2}(\mathbf {r} _{1})&\ldots &\psi _{i}(\mathbf {r} _{1})&\ldots &\psi _{N}(\mathbf {r} _{1})\\\psi _{1}(\mathbf {r} _{2})&\psi _{2}(\mathbf {r} _{2})&\ldots &\psi _{i}(\mathbf {r} _{2})&\ldots &\psi _{N}(\mathbf {r} _{2})\\&&&\vdots \\\psi _{1}(\mathbf {r} _{i})&\psi _{2}(\mathbf {r} _{i})&\ldots &\psi _{i}(\mathbf {r} _{i})&\ldots &\psi _{N}(\mathbf {r} _{i})\\&&&\vdots \\\psi _{1}(\mathbf {r} _{N})&\psi _{2}(\mathbf {r} _{N})&\ldots &\psi _{i}(\mathbf {r} _{N})&\ldots &\psi _{N}(\mathbf {r} _{N})\end{matrix}}\right|}
Таким образом задаётся общая антисимметричная форма волновой функции. Обычно одночастичные волновые функции {\displaystyle \psi _{i}(\mathbf {r} )} или неизвестны, или имеют неизвестные параметры, которые определяются при решении уравнения Шрёдингера, например, вариационным методом. Такая процедура используется, в частности, в методе Хартри — Фока для самосогласованных квантовомеханических расчётов.